# HMS Dreadnought (1960)
HMS Dreadnought (S101) – pierwszy brytyjski okręt podwodny z napędem atomowym. HMS „Dreadnought” był okrętem myśliwskim (SSN), jednostką hybrydową – z brytyjską przednią częścią kadłuba i amerykańską rufą zaczerpniętą z okrętów typu Skipjack z kompletną siłownią z reaktorem S5W. Miejsce połączenia brytyjskiej części dziobowej z amerykańską rufą, otrzymało nieoficjalną nazwę "Checkpoint Charlie". Rząd Stanów Zjednoczonych wykonał w ten sposób znaczący gest, podkreślając specjalne stosunki łączące USA i Wielką Brytanię, oraz umożliwiając Royal Navy przejście na napęd nuklearny znacznie szybciej, niż byłoby to możliwe w innym przypadku.
W marcu 1971 roku okręt dotarł do Bieguna Północnego. Wycofany został ze służby w 1980 roku z powodu pęknięcia w reaktorze, po czym oczekuje kasacji w Rosyth (jak na 2016 rok).